# تيم شاندلير
تيم شاندلير (بالإنجليزية: Tim Chandler)‏ هو مصور سينمائي وموسيقي أمريكي، ولد في 3 فبراير 1960، وتوفي في 8 أكتوبر 2018.

## وصلات خارجية
- تيم شاندلير على موقع IMDb (الإنجليزية)
- تيم شاندلير على موقع ميوزك برينز (الإنجليزية)
- تيم شاندلير على موقع ديسكوغز (الإنجليزية)